# 宍戸忠正
宍戸 忠正（ししど ただまさ）は、江戸時代中期の徳山藩士。足軽大将、馬廻格。150石。徳山藩再興運動に加わり、「宍戸亘」の名で知られる。

## 生涯
寛文8年（1668年）、徳山藩の馬廻である高水忠行の長男として生まれる。高水氏は宍戸氏の庶流で、忠正の代に苗字を「宍戸」へと復し、毛利元賢、元次、元堯、広豊の四代に足軽大将・馬廻格として仕えた。
正徳5年（1715年）の万役山事件によって徳山藩が改易されると、硬軟両派の重臣による夜を徹した協議の末に元次の嫡男・百次郎（後の毛利元堯）による徳山藩再興を目指すこととなった。穏健派の粟屋次興は清末藩主・毛利元平に徳山藩再興への尽力を依頼する為、馬廻の荘原信成と忠正を連れて大坂へと向かったが、成果は上がらなかった。
享保2年（1717年）2月、忠正は出羽新庄藩へお預けとなった元次への随行を願い出たが認められなかったため、奈古屋里人を中心とした徳山藩再興運動に加わり、旧徳山藩地において奔走し運動への資金提供等を行った。徳山藩再興運動は実を結び、享保4年（1719年）5月28日に元次の赦免と百次郎への知行分与・家督相続が許可され徳山藩は再興された。
元文2年（1737年）12月24日に死去。享年70。嫡男の豊忠が後を継いだ。